# Троицкий Александро-Невский монастырь (Акатово)

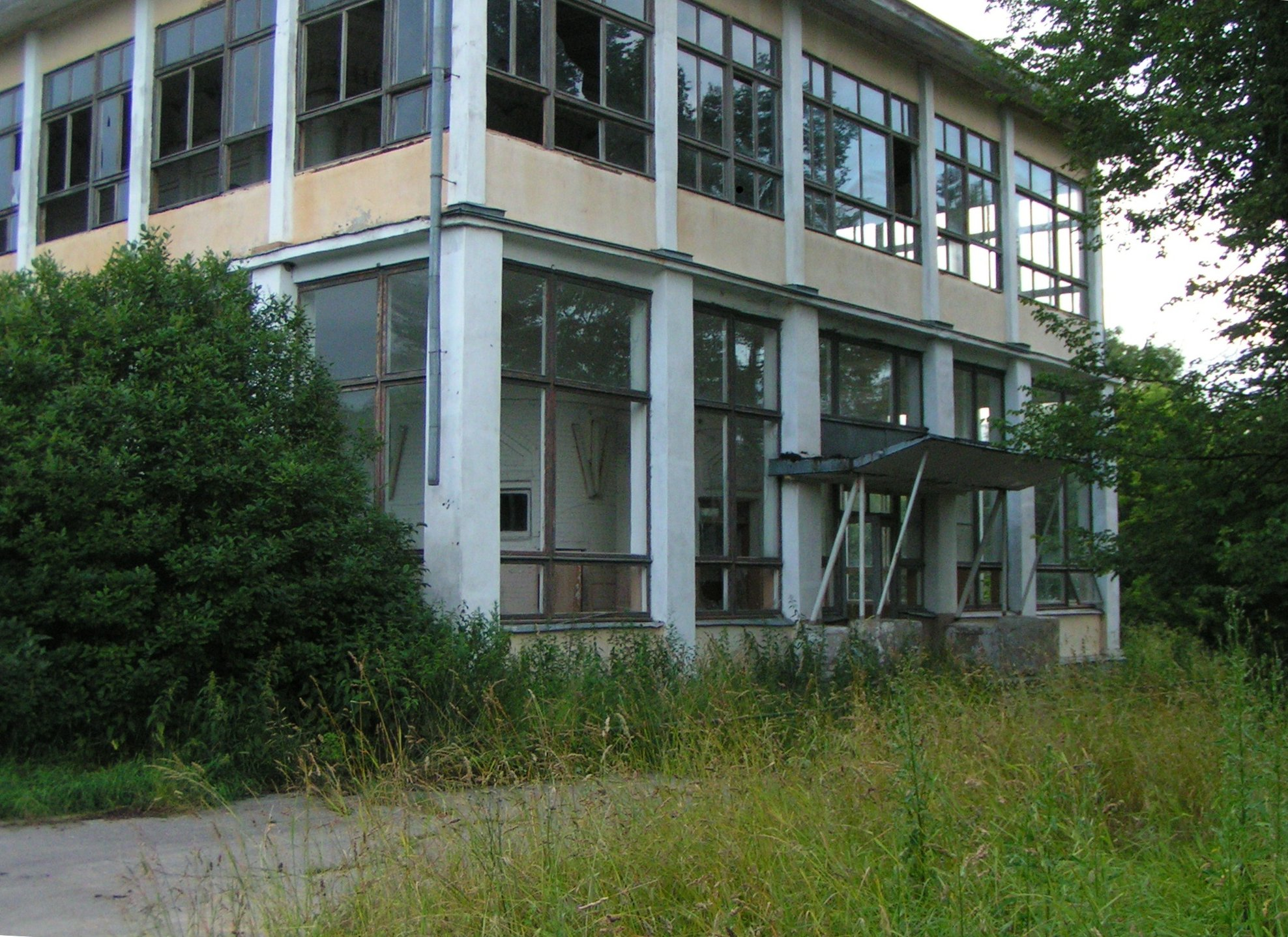
Столовая пионерского лагеря. Сквозь окна видны стены храма Николая Чудотворца. 2004 год.

Троицкий Александро-Невский (Акатовский Троице-Александровский) монастырь — православный женский ставропигиальный монастырь в деревне Акатово Клинского района Московской области.

## История
Основан как женская община в 1889 году небогатым купцом крестьянского происхождения Фёдором Осиповичем Захаровым в его имении в память об отмене крепостного права и во имя святого — покровителя Александра II. Землю для устроения обители он приобрёл у местного помещика Г. Глебова-Стрешнева, пожертвовав монастырю 50 000 рублей капитала и 268 десятин земли «с разными постройками и мельницею». В 1890 году община была официально зарегистрирована Святейшим синодом. Управление общиной было поручено инокине Ново-Алексеевского монастыря Евтихии.
Первым строением на территории будущего монастыря стал деревянный Троицкий храм. После был выстроен жилой корпус.
В 1891 году афонским иноком Аристоклием в храм были переданы иконы Божией Матери «Скоропослушница» и святого великомученика и целителя Пантелеимона, ставшие главными святынями общины. В 1894 году общине передали списки с чтимых икон Всемилостивого Спаса и Боголюбской иконы Божией Матери.
В 1898 году община получила статус монастыря с общежительным уставом. В монастыре сформировались несколько мастерских, в том числе золотошвейная и иконописная.
30 августа 1892 года в день памяти святого Александра Невского был заложен каменный Александро-Невский собор. Храм сооружался в русском стиле по проекту архитектора Александра Каминского шесть лет.
В 1899—1900 годах на средства купца П. П. Смирнова вне монастырской ограды был выстроен деревянный храм Петра Апостола и Евгении Мученицы, в 1902—1905 годах (по проекту Ивана Машкова) — храм Николая Чудотворца: каменный, стилизованный под московское зодчество XVII века. В трапезной были приделы Иверской иконы Богоматери и Тихона Калужского и Параскевы Пятницы (с 1915 года).
В начале XX века в обители было около семидесяти сестёр. После 1917 года насельницы были вынуждены объявить себя сельскохозяйственной коммуной (артелью), что позволило монастырю просуществовать до 1927 года. Известно, что в стенах монастыря некоторое время укрывался преследуемый отец Варлаам Дмитровский.
В 1927 году монастырь был закрыт. Часть монахинь переселилась в село Мокруша Истринского района. Они продолжали хранить уставной образ жизни, пребывать в единомыслии, имея одно лишь желание — спасение души.
С 1930 года надзор над монахинями, жившими вблизи закрытых обителей, усилился, ужесточились направленные против них репрессии. Многие приняли страдания за веру по сфабрикованым делам.
В 1938 году послушницы Екатерина (Черкасова), Александра (Дьячкова), Анастасия (Бобкова) были расстреляны на Бутовском полигоне. В 2001 году причислены к лику святых новомучеников определением Священного синода Русской православной церкви.
В 1933 году уничтожен деревянный Свято-Троицкий храм. Службы в храме Александра Невского продолжалась до 1933 года. На территории бывшей обители располагались дом отдыха НКВД и склады этой организации.
С 1948 года на территории монастыря действовал пионерский лагерь «Факел», принадлежавший Московскому машиностроительному заводу «Союз», которым руководил авиаконструктор Александр Микулин. Место для лагеря было выбрано именно им. Для благоустройства лагеря был сильно перестроен храм Николая Чудотворца и разрушен храм Александра Невского. Монастырское кладбище было превращено в футбольное поле. Лагерь не функционирует с начала 1990-х годов.
В 2000 году по указу патриарха Алексия II при храме Святого Александра Невского бывшего монастыря было учреждено патриаршее подворье.
В 2007 году часть построек официально передана Русской православной церкви в качестве патриаршего подворья; монастырский комплекс был приписан к Заиконоспасскому монастырю Москвы и при его активной помощи восстанавливался.
Решением Священного синода от 29 мая 2013 года (журнал № 63) подворье преобразовано в ставропигиальный монастырь.
6 декабря 2013 года патриарх Московский и всея Руси Кирилл совершил чин великого освящения соборного храма обители в честь святого благоверного князя Александра Невского.